# Mâtre
La Mâtre est un ruisseau coulant dans le département de l'Ain, en région Auvergne-Rhône-Alpes, et un affluent gauche de la Saône, donc un sous-affluent du fleuve le Rhône.

## Géographie

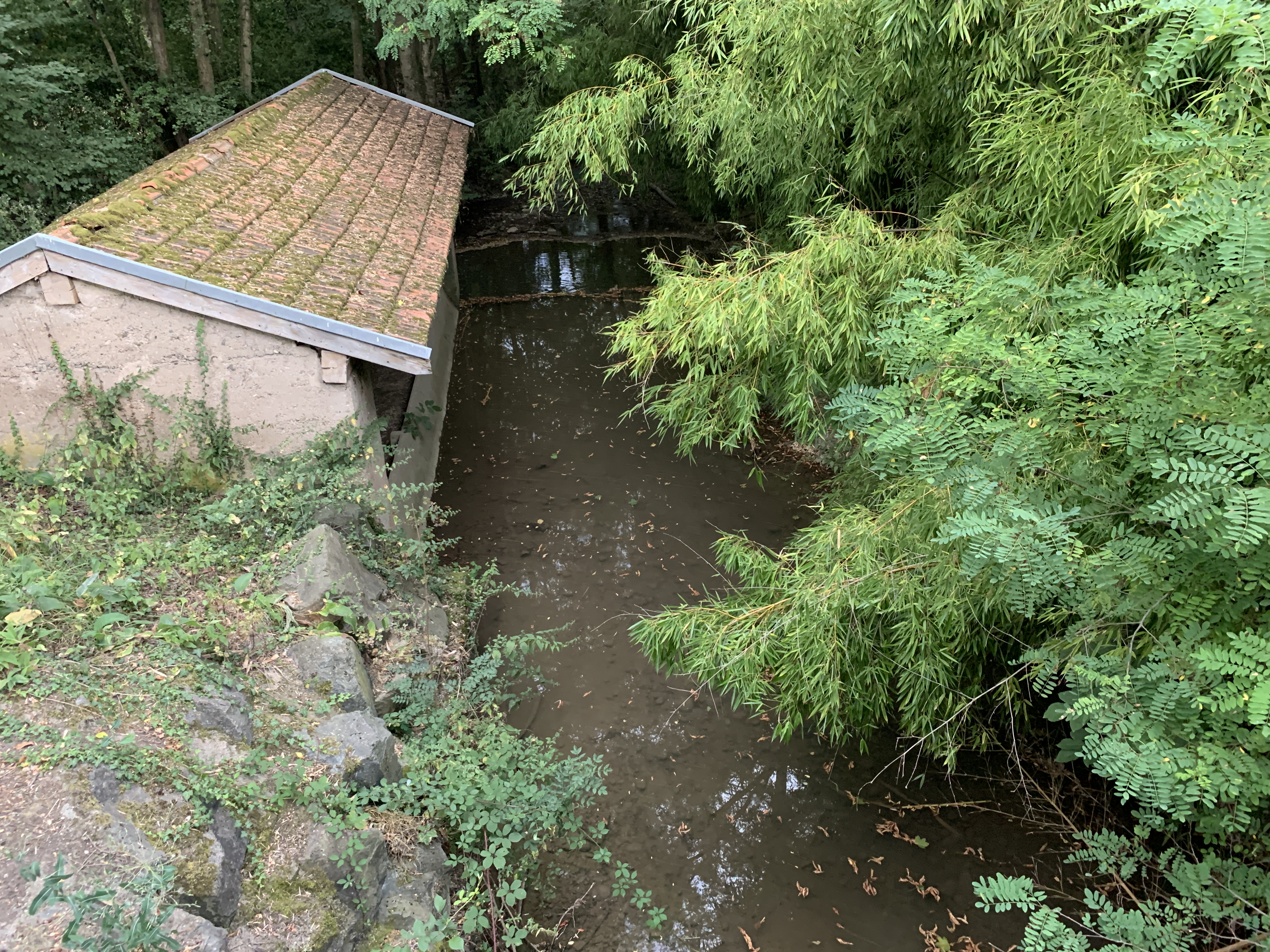
Ruisseau la Mâtre à Messimy-sur-Saône.

De 10,6 km de longueur, la Mâtre prend source à l'est de la commune de Villeneuve, près du lieu-dit le Vernay, à 275 m d'altitude.
Elle coule globalement de l'est vers le nord-ouest,.
Elle conflue, en rive gauche de la Saône, à l'ouest de la commune de Messimy-sur-Saône, à 171 m d'altitude.

### Communes et cantons traversés
Dans le seul département de l'Ain, la Mâtre traverse, dans le sens amont vers aval, les trois communes de Villeneuve (source), Chaleins et Messimy-sur-Saône (confluence).
Soit en termes de cantons, la Mâtre prend source et conflue dans le seul canton de Saint-Trivier-sur-Moignans, dans l'arrondissement de Bourg-en-Bresse, dans les deux intercommunalités communauté de communes Dombes Saône Vallée et communauté de communes Val de Saône Centre.

### Bassin versant
La Mâtre traverse la zone hydrologique de « la Saône de l'Ardière au Nizerand »,. 
Le bassin versant au sud est celui du Formans. Les bassins versants au nord sont ceux de l'Appéum et de la Callonne. À l'est, le Moignans prend aussi sa source sur Villeneuve.

### Organisme gestionnaire
L'organisme gestionnaire est le SIAH ou Syndicat Intercommunal d'Aménagement Hydraulique avec trois communes participantes.

## Affluents

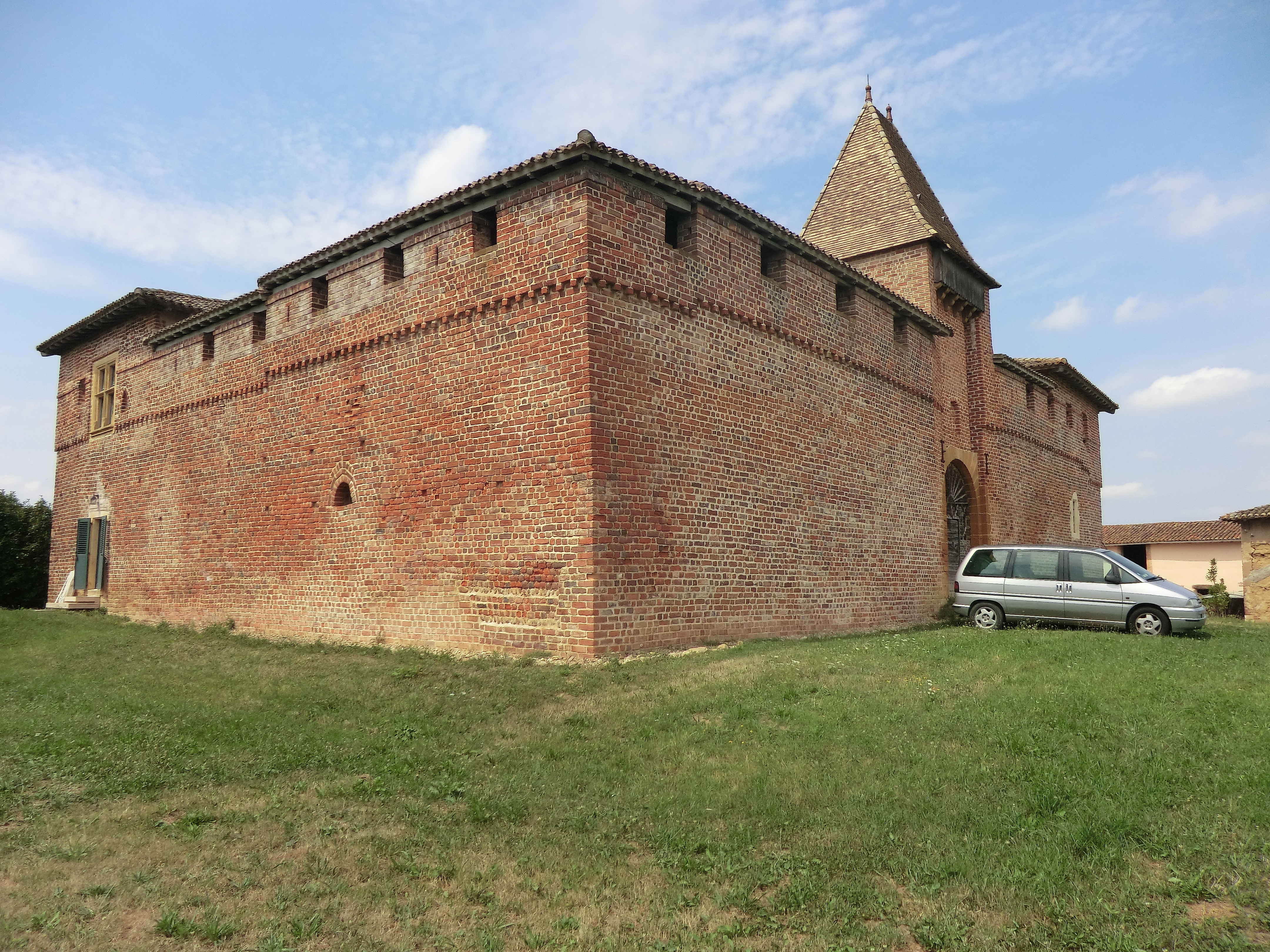
La maison forte de Villon du XIVe siècle à Villeneuve.

La Mâtre a un seul tronçon affluent référencé :
- le ruisseau des Prades (rg[note 2]), 4,4 km sur les deux communes de Villeneuve et Chaleins.

Géoportail signale aussi deux petits affluents droit (sans nom) et un petit affluent gauche sur Messimy-sur-Saône, avec un ruisseau affluent droit juste à la confluence.

### Rang de Strahler
Le rang de Strahler de la Mâtre est donc de deux par le ruisseau des Prades.

## Hydrologie
Son régime hydrologique est dit pluvial océanique.

## Aménagements et écologie
Une station qualité est implantée à Messimy-sur-Saône,, à proximité de la station d'épuration de la commune, avec une évaluation sur 2005 et 2006.